# Ярд, Роберт Стерлинг
Роберт Стерлинг Ярд (1 февраля 1861 — 17 мая 1945) — американский писатель, журналист и активист охраны дикой природы. Родился в Хейверстро, Нью-Йорк, окончил Принстонский университет и провёл первые двадцать лет своей карьеры в сфере издательской и редакторской деятельности. В 1915 году он был принят на работу своим другом Стивеном Мэтером, чтобы помочь пропагандировать необходимость создания независимого агентства по национальным паркам. Их многочисленные публикации были частью движения, которое привело к законодательной поддержке National Park Service (NPS) в 1916 году. Ярд был главой Национального комитета образования парков в течение нескольких лет после его создания, но напряжённая обстановка в NPS вынудила его сконцентрироваться на неправительственных инициативах. Он стал исполнительным секретарём Ассоциации национальных парков (NPA) в 1919 году.
Ярд работал в сфере развития национальных парков, а также обучения американцев их правильному использованию. После оказания помощи в создании связей между NPA и Лесной службой США Ярд позже стал участвовать в охране дикой природы. В 1935 году он стал одним из восьми членов-основателей Общества охраны дикой природы (The Wilderness Society) и выступал в качестве его первым президента с 1937 года вплоть до своей смерти через восемь лет от пневмонии. Ярд в настоящее время считается важной фигурой в современном движении защиты дикой природы.